# Teruki Mijamoto
Teruki Mijamoto (japonsko 宮本 輝紀), japonski nogometaš in trener, * 26. december 1940, † 2. februar 2000.
Za japonsko reprezentanco je odigral 58 uradnih tekem.